# Massacre da Igreja de Monróvia
O massacre da Igreja de Monróvia, também conhecido como o massacre da Igreja Luterana de São Pedro, foi a pior atrocidade da Primeira Guerra Civil da Libéria. Aproximadamente 600 pessoas foram mortas na igreja na seção Sinkor de Monróvia em 29 de julho de 1990. O massacre foi realizado por aproximadamente 30 soldados do governo leais ao presidente Samuel Doe. Os perpetradores eram da tribo Krahn de Doe, enquanto a maioria das vítimas eram das tribos Gio e Mano, que apoiavam os rebeldes.[carece de fontes?]

## Antecedentes
A Primeira Guerra Civil da Libéria durou de 1989 até 1997. Em meados de 1990, duas facções rivais de combatentes rebeldes avançaram sobre a capital da Libéria, Monróvia, e o presidente Samuel Doe estava escondido em sua Mansão Executiva perto do litoral.
À noite, soldados do governo patrulhavam as ruas das partes de Monróvia ainda sob controle governamental em busca de pessoas do condado de Nimba, a área em que a rebelião havia começado, espancando e matando homens e participando de saques. Em busca de segurança, aproximadamente 2.000 pessoas se refugiaram na Igreja Luterana de São Pedro.

## Massacre
Aproximadamente 30 soldados do governo escalaram o muro do pátio da igreja na noite de 29 de julho e realizaram o massacre, atirando e esfaqueando até a morte homens, mulheres e crianças, indiscriminadamente de idade. Dos alvos, apenas um pequeno número de crianças sobreviveu, escondendo-se sob os corpos dos adultos. Os perpetradores do massacre eram da tribo Krahn de Samuel Doe, enquanto a maioria das vítimas eram das tribos Gio e Mano, que apoiavam os rebeldes.
Uma missionária americana, Bette McCrandall, ouviu o ataque de uma igreja próxima.

## Consequências
Entre as primeiras pessoas que chegaram ao local do massacre no dia seguinte estava uma médica da Guiné que descobriu, como único sinal de vida, um bebê chorando. Ela teve que passar por cima dos cadáveres para alcançar a criança e, depois de pegá-la, viu outras crianças pequenas se levantarem de seus esconderijos.
O massacre, a pior atrocidade da Primeira Guerra Civil da Libéria, resultou no envio de uma força de intervenção armada pelos países vizinhos, sob a liderança da Comunidade Econômica dos Estados da África Ocidental.
Enquanto a embaixada da Libéria em Washington negava o envolvimento de soldados do governo no massacre, o governo dos Estados Unidos confirmou seu envolvimento e inicialmente estimou o número de vítimas entre 200 e 300.
Um dos dois líderes rebeldes rivais, Prince Johnson, sendo o outro Charles Taylor, solicitou que os Estados Unidos interviessem, mas eles se recusaram a enviar os 2.000 fuzileiros navais estacionados em alto mar. Os Estados Unidos enviaram fuzileiros navais em agosto de 1990 como parte da Operação Sharp Edge, mas apenas para proteger e evacuar cidadãos norte-americanos.
O secretário-geral das Nações Unidas, Javier Pérez de Cuéllar, afirmou estar horrorizado com o massacre e pediu a proteção dos civis no país.
O ex-oficial das Forças Armadas da Libéria Boi Bleeju Boi afirmou em 2008 que estava convencido de que o massacre foi realizado por soldados do governo, pois seria impossível para qualquer força rebelde entrar na área, realizar o massacre e recuar sem aviso prévio do Exército. Ele também acreditava que a falta de investigação do massacre pelo Exército apontava para seu envolvimento.
A Igreja Luterana de São Pedro foi reconstruída ao custo de US$ 1 milhão e reconsagrada em agosto de 1993.

## Ação judicial
Nas décadas que se seguiram ao massacre, não houve nenhuma tentativa de responsabilizar ninguém. Em 2017, quatro sobreviventes do massacre processaram um ex-coronel da Unidade Especial Antiterrorista da Libéria, Moses Thomas, que agora morava na Pensilvânia. Ele nega qualquer envolvimento dele ou de sua unidade no massacre. Os ativistas esperam que a vitória na ação civil faça com que seu status de proteção temporária nos Estados Unidos seja revogado e possa levá-lo a ser deportado para a Libéria, onde, desde 2018, ninguém foi julgado pelos massacres cometidos durante a guerra civil.